# Kuh-Röhrling
Der Kuh-Röhrling oder Kuhpilz (Suillus bovinus) ist ein essbarer Pilz aus der Familie der Schmierröhrlingsverwandten. Er ist häufig unter Kiefern anzutreffen, mit denen er Mykorrhiza bildet.

## Merkmale

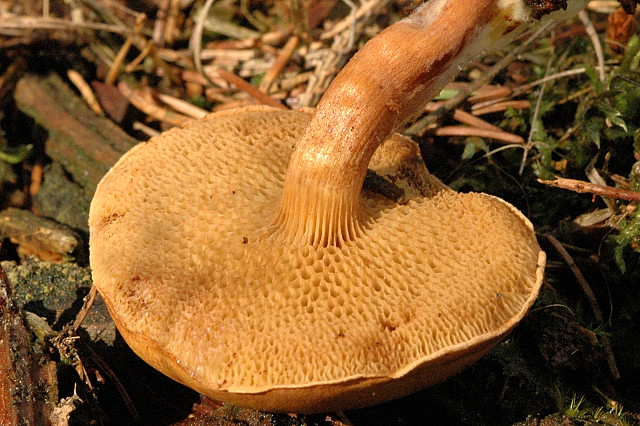
Suillus bovinus mit deutlich zu erkennenden Röhren

### Makroskopische Merkmale
Der dünnfleischige Hut des Kuh-Röhrlings ist etwa vier bis acht Zentimeter breit und ist gelb- oder orangebraun. Bei jungen Pilzen ist er gewölbt, später abgeflachter und oft wellig verbogen. Er ist von einer für die Schmierröhrlinge typischen, klebrigen und schmierigen Haut überzogen, die bei feuchter Witterung einen schleimigen Film bekommt. Der Hutrand ist anfangs eingerollt und bei älteren Pilzen scharf. 
Der Kuh-Röhrling verfügt über kurze (zehn Millimeter), etwas am Stiel herablaufende Röhren olivgelblicher Farbe mit beim reifen Pilz relativ großen Mündungen. Sie lösen sich nur schwer vom Hutfleisch und sind aus zwei bis vier kürzeren Röhren zusammengesetzt. Die Poren des Pilzes sind zunächst klein und werden dann im Alter weiter und langgezogener. Sie sind unregelmäßig eckig geformt und in der Tiefe durch Scheidewände geteilt. Ihre Farbe ist die des Hutes, allerdings sind sie bisweilen auch rostbraun gefärbt. 
Die Länge des Stiels beträgt drei bis sechs Zentimeter und seine Stärke 15 Millimeter, wobei dieser meist verbogen ist. Er ist zäh, dünn, elastisch und hat keinen Ring; seine Farbe ist das Gelb des Hutes, zur Basis hin wird er oft rötlich. Am Grund ist er nicht selten mit anderen Fruchtkörpern verwachsen. 
Der Kuh-Röhrling hat ein weiches, zähes und elastisches Pilzfleisch. Es ist von gelblicher Färbung, im Hut und über den Röhren ist es im Schnitt leicht blauend. Beim Kochen verfärbt es sich rosa, rötlich oder lila. Der Geruch erinnert leicht an Obst, es schmeckt säuerlich-mild. Der Sporenpulverabdruck ist olivbraun.

### Mikroskopische Merkmale
Die Sporen sind spindelförmig und haben eine Größe von 7 bis 11 × 3 bis 5 Mikrometer.

## Artabgrenzung
Der Erlengrübling (Gyrodon lividus) ähnelt dem Kuh-Röhrling, ist jedoch an Erlen gebunden. Auch mit dem Sand-Röhrling (Suillus variegatus), mit dem sich der Kuh-Röhrling den Lebensraum teilt, besteht Verwechslungsgefahr. Der Sand-Röhrling hat jedoch eine körnigere und filzigere Huthaut, die nur bei feuchtem Wetter eine schleimige Konsistenz annimmt.

## Ökologie und Verbreitung
Der Kuh-Röhrling bildet Mykorrhiza mit Kiefern. Oft ist er deshalb von Juli bis November in Kiefernwäldern, Heiden und Mooren in ganz Europa zu finden, wo er nährstoffarme oder säuerliche Böden vorfindet; allerdings kann er auch auf kalkhaltigen Böden auftreten. Er ist vor allem im Flachland verbreitet und tritt hier gesellig oder büschelig auf, seltener findet man ihn in subalpinen Regionen.

Zusammen mit dem Kuh-Röhrling tritt oftmals der Rosenrote Gelbfuß (Gomphidius roseus) auf, was nahelegt, dass letzterer möglicherweise ein Parasit auf dem Mycel des Kuh-Röhrlings ist.

## Bedeutung
Der Kuh-Röhrling ist essbar, jedoch ist der Geschmack nur mäßig. Er eignet sich jung als Mischpilz oder als Pilzwürze, ältere Exemplare sind oft von Schädlingen zerfressen und haben weiches, zähes Fleisch.